# Fredrik Strømstad
Pour les articles homonymes, voir Stromstad.
Fredrik Strømstad (né le 20 janvier 1982 à Kristiansand, Norvège) est un joueur de football international norvégien.

## Biographie
Fredrik Strømstad est né le 20 janvier 1982 à Kristiansand, une ville Norvégienne d'environ 80 000 habitants. Sa particularité est d'être né à 300 mètres du Kristiansand, le stade de son équipe de toujours.
Sa ville restera longtemps son seul engagement puisqu'il passe 22 ans au sein de l'IK Start, échelonnant tous les caps et toutes les divisions. En somme, il débute  avec sa première licence à l'IK Start à l'âge de quatre ans seulement, soit les « mini-mini poussins ». Il apprend à jouer dans l'axe, puis s'adapte petit à petit à évoluer sur les côtés, devenant ainsi au fil des saisons, un joueur très polyvalent. Il signe son premier contrat pro à 18 ans, toujours avec l'IK Start.
À 20 ans, la concurrence, sa jeunesse et son inconstance lui font défaut, il est ainsi prêté au Bærum SK. Une saison qui lui permet l'année suivante de réintégrer son équipe de toujours. À la même époque, il fait une entrée discrète chez les espoirs norvégiens.
Finalement, il fait peu d'apparitions. En championnat, il devient petit à petit un symbole pour une équipe habituée à lutter contre la relégation et à "s'arracher pour la montée". Il décroche la montée en 2004, le titre de champion de deuxième division norvégienne:  l'Adeccoligaen. 
Dès 2005, ses qualités sont remarquées par le sélectionneur Åge Hareide qui en fait rapidement un joueur de base pour l'équipe. Pur produit du centre de formation, il est adulé par les habitants de Kristiansand, d'autant qu'il refuse souvent de quitter le club, malgré des propositions venant de moutures beaucoup plus huppées, comme Rosenborg. Très apprécié des autres joueurs comme du staff, il bénéficie lors de la saison 2007-2008, de son portrait affiché en grand sur le bus de l'équipe!
Cette même saison, il est pour la première fois, nommé capitaine de l'IK Start. Malheureusement pour lui, il quittera l'équipe sans pouvoir éviter la relégation en seconde division. Durant toute sa carrière dans cette équipe, et même durant son prêt, sans oublier ses sélections, il portera toujours le numéro 7. Désireux de donner un rebond à sa carrière, et ne voulant pas opter pour un autre club norvégien, Strømstad se tourne alors vers des propositions étrangères. 
Il est repéré par des écuries françaises dès la fin de saison 2006-2007. Il est approché une première fois au marché estival par l'équipe du Mans. Mais l'affaire ne se poursuit pas à cause de l'éclosion arrivant d'Hassan Yebda au poste pourvu par le Norvégien.
Alors qu'il évolue au Start Kristiansand, il est appelé le 12 décembre 2007 pour faire un essai au sein du Stade rennais. Cependant, il n'y a pas de suite. Pourtant, l'intérêt et les offres se succèdent au mercato hivernal, surtout de la part de l'AS Monaco. Ses qualités sont ainsi un gros volume de jeu et une vitesse importante. Celle-ci compense son petit gabarit. Son "atout caché" est de pouvoir surprendre l'adversaire par ses pieds ambidextres. Bien que droitier, il peut évoluer sur les deux côtés ou en tant que milieu axial.
En juin 2008, alors qu'il évolue toujours dans le championnat norvégien avec l’IK Start, il trouve un accord avec le Mans UC 72 et signe un contrat de 4 ans. Dès le début de saison, il révèle sa rapidité et sa qualité de passe avec 2 passes décisives en 4 journées.
En août 2010, il est prêté à son club de toujours, l'IK Start.
Il joue une vingtaine de matchs à Start puis il retourne au Mans à l'issue de son prêt. Il marque le penalty victorieux lors des huitièmes de finale de la Coupe de la Ligue contre Rennes, pensionnaire de Ligue 1.

## Sélections
- 2002-2004 : équipe de Norvège espoirs : 2 sélections, 0 but
- 2005- : équipe de Norvège : 18 sélections, 2 buts